# Advance Crew Escape System (Скафандр)
Advanced Crew Escape Suit (ACES) — американский космический скафандр, который начали носить экипажи Space Shuttle. после STS-65, во время взлёта, стыковки(если миссия это предусматривала) и посадки. Костюм является прямым потомком высотных скафандров ВВС США, которые носят пилоты U-2 и носили экипажи из SR-71 Blackbird. Костюм изготовлен Компанией Дэвида Кларка из Вустера, Массачусетс.
Этот скафандр является защитным, так как он служит только для спасения космонавтов в случае разгерметизации космического корабля. Он мягкий, основан на ткани, и защищает также от переохлаждения в случае приземления на воду. В отличие от всех аварийно-спасательных скафандров, наделён солнцезащитным щитком.
Скафандр не предназначен для выхода в открытый космос.
Весит 42 килограмма, из них костюм 13 килограмм, а парашют и система выживания 29 килограмм.
Прототипом для скафандра ACES являлся лётный скафандр для самолётов Lockheed U-2 и Lockheed SR-71 Blackbird.
Является прототипом для скафандров OCSS миссии Артемида.
Снабжён:
- Системой жидкостного охлаждения
- Системой связи с гарнитурой
- Поисково-спасательным маяком и оборудованием для экстренной связи
- Высотным парашютом с автоматическим надувом
- Спасательным жилетом с автоматическим надуванием
- Пакетами с питьевой водой для выживания